# Felkarcsont

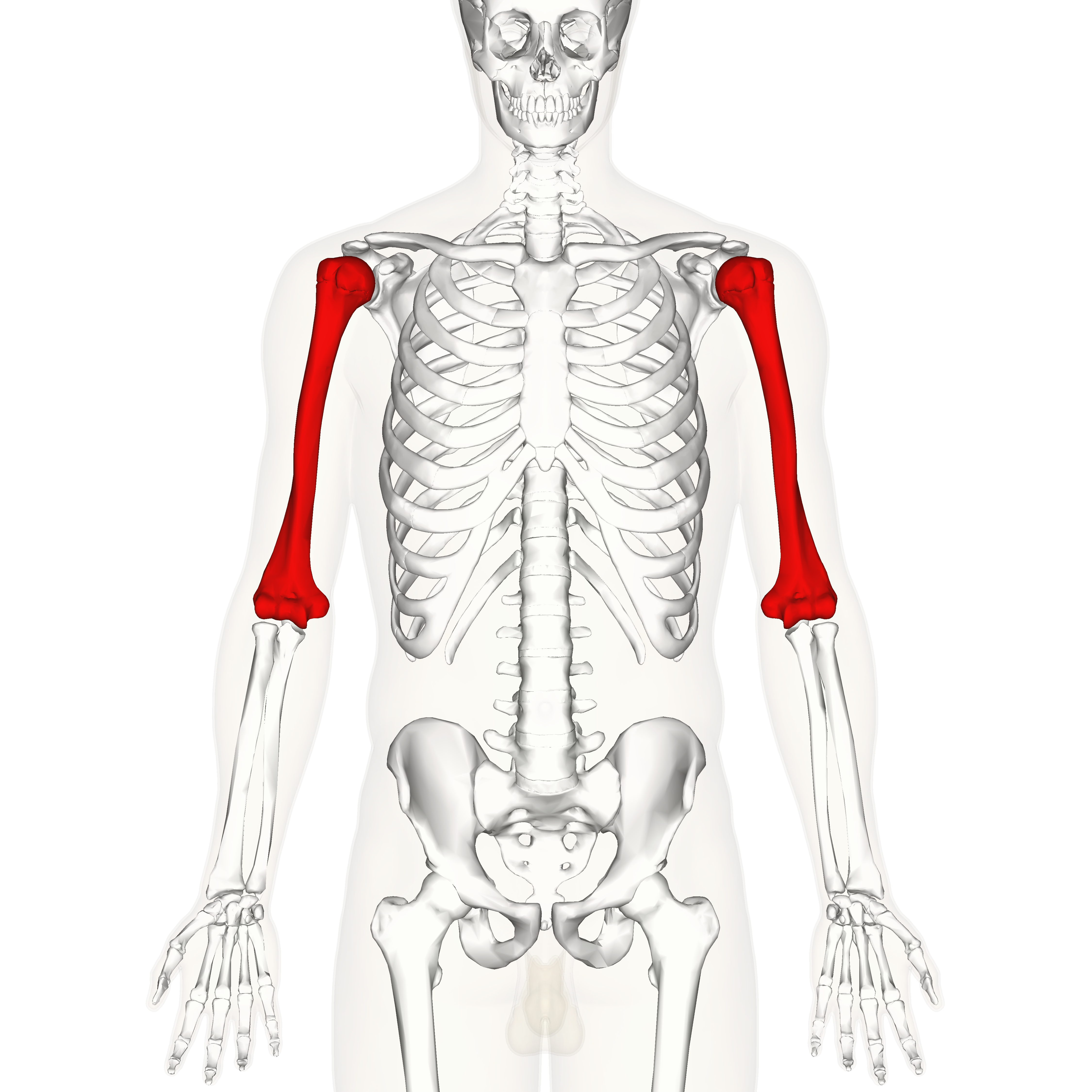
Felkarcsont (Humerus)

A felkarcsont (humerus) a szárazföldön élő gerincesek egyik leghosszabb és legerősebb hosszúcsontja, amely a felkar csontos alapját képezi. Emberben a felkarcsont hossza ötöde a test hosszának.

## Részei
A felkarcsont hosszú csöves csont, melyen testet (corpus) és két végrészt (proximalis és distalis epiphysist – a váll, illetve a könyök felé eső végrészt) különítünk el.

## Képletei
Váll felé eső része fejben végződik (caput humeri). A fejet sekély barázda (collum humeri vagy collum anatomicum) választja el a kisebbik és nagyobbik dudortól (tuberculum maius és tuberculum minus). A végrész és a test közti, a test felé keskenyedő rész a felkarcsont törésének gyakori helye, neve sebészeti nyak (collum chirurgicum). A váll felőli vég két dudorától egy-egy taraj (crista) húzódik lefelé, maguk között létrehozva azt az árkot (sulcus intertubercularis), amelybe a kétfejű karizom hosszú fejének ina belefekszik.
A csont teste hengeralakú. Középső harmadában a csont oldalán érdességet tapasztalunk, mely a deltaizom tapadási helyét jelzi. Ugyanebben a magasságban a csonton hátul egy barázdát (sulcus nervi radialis) találunk, amely egy ideg, a [nervus radialis] befekvésére szolgál. A barázda két oldaláról a háromfejű karizom rövid fejei erednek. A test könyök felőli részén a végrész bütyke felett elöl és hátul is bemélyedéseket (fossákat) látunk. Ezek elöl a fossa radialis (singcsont felőli bemélyedés) és a fossa coronoidea, hátul pedig – a fossa coronoideával szemben – a fossa olecrani. A két egymással szembeni bemélyedés miatt itt a csont egy kis részen igen vékony.
A csont könyök felőli végrésze kiszélesedik és bütyökben végződik (condylus humeri), amelynek a bütyök mediális oldalán a fossa radialis alatt a capitulum humeri (’a felkarcsont fejecskéje’), közepén orsó alakú rész (trochlea humeri) található. A condylust összefüggő ízületi porc fedi.